# Тихий Дон (телесериал, 2006)
«Ти́хий Дон» (англ. Quiet Flows the Don, итал. Il placido Don) — семисерийный драматический телесериал, поставленный режиссёром Сергеем Бондарчуком по одноимённому роману Михаила Шолохова. Последняя режиссёрская работа Бондарчука. Совместное производство России, Великобритании и Италии. Существует также кинотеатральная версия, принадлежащая компании International Cinema Company, которая вышла в европейский прокат.

## Сюжет
Сюжет фильма рассказывает об истории семьи Мелеховых, живших в хуторе Татарском (станица Вёшенская) в 1910—1920-х годах. История начинается со спокойного довоенного времени и повествования о жизни зажиточной казачьей семьи.
Главный герой Григорий Мелехов начинает ухаживать за замужней женщиной — Аксиньей Астаховой, соседкой Мелеховых. Ничто не может остановить вспыхнувшее в нём чувство: ни смертельно опасная ссора с мужем Аксиньи — Степаном, ни гнев отца. Пытаясь образумить Григория, родные почти насильно женят его, но в браке с Натальей он несчастлив и возвращается к Аксинье. Опозоренная Наталья пытается покончить жизнь самоубийством, но остаётся жива. По возвращении с военной кампании Григорий подозревает измену со стороны Аксиньи и снова уходит к законной жене, которая приносит ему детей.
Любовная драма протекает на фоне исторического перелома: революции, Первой мировой и Гражданской войны. Григорий становится участником военных событий; вернувшись с фронта, долгое время не может решить, к какой стороне примкнуть. Поначалу выступает против советской власти, примыкая к повстанцам, затем, долгое время колеблясь, встает на сторону красных. В горниле войны и драмы жизни гибнет почти вся его семья: отец и мать, жена Наталья, брат Пётр и невестка Дарья.
Григорий пытается спасти свою последнюю любовь — Аксинью, но и это ему не удаётся. В конце концов, пытаясь найти успокоение, он возвращается к остаткам семьи и к родному дому.

## Съёмочная группа и технические детали

### В ролях
| Актёр                   | Роль                                                    | Озвучивание         | Комментарий |
| Руперт Эверетт          | Григорий Мелехов казак, офицер                          | Максим Суханов      | Когда меня пригласили сниматься по роману Шолохова, я очень удивился: мне казалось, что я не очень подхожу на роль Григория Мелехова, русского казака. Я был ошеломлён. У нас нет ничего общего. Я был, вероятно, самым странным выбором для этой роли. Я понимаю, что эта роль — мечта для любого актёра, но это в то же время и кошмарная роль. Прочитав роман, причём не один раз, я всё равно смог приблизиться к этой роли очень ограниченно. |
| Дельфин Форест          | Аксинья Астахова, соседка Мелеховых, жена Степана       | Марина Зудина       | Мы с Аксиньей не похожи, […] Я очень сильная! И вообще меня пробовали не на эту роль, а на роль Дарьи. Но Бондарчук посчитал, что мне больше подходит образ Аксиньи. Мы похожи с ней постоянством. Верные. Аксинья — мужественная. Когда она захотела любви Григория, она добилась этого. Как и я. Я тоже привыкла добиваться того, чего хочу… |
| Мюррей Абрахам          | Пантелей Прокофьевич, глава семьи Мелеховых             | Сергей Гармаш       | Вписаться в русский актёрский состав удаётся, как ни странно, только Мюррею Абрахаму, который местами начинает казаться почти убедительным. Видимо, сказывается опыт. |
| Алёна Бондарчук         | Наталья, в девичестве Коршунова, законная жена Григория |                     | Наталья в «Тихом Доне» — моя лучшая роль. |
| Наталья Андрейченко     | Дарья, жена Петра                                       |                     | Сергей Федорович приглашал меня ещё в русскую версию сыграть Аксинью. Я не была готова. Но он убеждал: «Вот покрасим тебя — сразу почувствуешь себя Аксиньей». Все надеялся. Он не хотел снимать никакой итальянской версии. |
| Владимир Гостюхин       | Пётр, брат Григория                                     |                     | Не думаю, что это именно то, чего хотел Бондарчук. Сергей Фёдорович — грандиозная личность, и никто не может знать, как в его представлении всё должно было получиться. Я бы сказал, что это вариации на тему фильма Бондарчука… К тому же в картину попал далеко не весь материал, я же вижу. […] Такое ощущение, что некоторые сцены смонтированы из эпизодов. Набирали картину из лоскутов…                                                     |
| Борис Щербаков          | Степан Астахов                                          |                     | |
| Юлия Живинова           | Дуняша, сестра Григория и Петра                         |                     | |
| Андрей Руденский        | Евгений Листницкий                                      |                     | |
| Ирина Скобцева          | Василиса Ильинична, жена Пантелея Мелехова              |                     | |
| Бен Газзара             | генерал Секретёв                                        | Никита Прозоровский | |
| Сергей Бондарчук        | генерал Краснов                                         |                     | |
| Михаил Васьков          | Михаил Кошевой                                          |                     | |
| Геннадий Карнович-Валуа | генерал Листницкий                                      |                     | |
| Александр Беспалый      | Прохор Зыков                                            |                     | в титрах — Александр Беспалис |
| Анатолий Гурьев         | есаул Рябчиков                                          |                     | |
| Александр Жарков        | Иван Алексеевич                                         |                     | |
| Николай Караченцов      | Щеглов                                                  |                     | Роль озвучил другой актёр |
| Иван Лапиков            | старый казак                                            |                     | |
| Алевтина Румянцева      | Мария Лукинична, мать Натальи Коршуновой                |                     | |
| Михаил Голубович        | Христоня                                                |                     | |
| Константин Артеменко    |                                                         |                     | |
| Никита Михалков         | читает закадровый текст                                 |                     | |
| Юрий Назаров            | Коршунов Мирон Григорьевич отец Натальи Коршуновой      |                     | |

### Съёмочная группа
- Режиссёр : Сергей Бондарчук
- Продюсер : Энцо Рисполи, Константин Эрнст, Анатолий Максимов
- Композитор : Луис Бакалов
- Оператор Даниель Нануцци
- Монтаж : Поль ЛаМастра
- Художники-постановщики : Джованни Наталуччи, Данило Донати[7]
- Костюмы : Сибилла Ульсамер

### Технические детали
Формат: 2 диска DVD-9 (2 слоя) (PAL) региональный код 5
Дистрибьютор: Первая Видеокомпания, Madison Motion Pictures Ltd.
Звуковые дорожки: Русский Dolby Digital Stereo; Субтитры: Русский
Формат изображения: Widescreen 1.85:1.
Издание 2006 года, длительность 364 мин.

## История создания

### Предыстория
Замысел экранизации романа Шолохова возник у Бондарчука в середине 1960-х, когда готовилась постановка фильма «Война и мир», и он ездил консультироваться к Шолохову. Писатель отговаривал Бондарчука ставить эпопею Толстого и предлагал взяться за «Тихий Дон», так как постановка 1958 года Сергея Герасимова его не совсем устроила. В 1975 году в прессе появились сообщения о том, что Бондарчук готовится к постановке нового многосерийного фильма по роману Шолохова. Но тогда Бондарчук не получил «благословения» своего учителя Сергея Герасимова: «Дай мне спокойно умереть, Серёжа, а потом снимай так, как ты думаешь».
К идее съёмок Бондарчук возвратился только с началом перестройки, уже после смерти Шолохова и Герасимова. В 1986 году в интервью Бондарчук сообщил, что работа над картиной начата. Как вспоминала студентка Сергея Бондарчука Ольга Кабо:

Он же горел, бредил тогда «Тихим Доном». Все четыре года учёбы мы готовили отрывки из романа, примерялись к его образам… Наконец Сергей Фёдорович запустился с «Тихим Доном» и для нас, уже почти своих выпускников, сделал кинопробы.

В начале 1990 года было достигнуто предварительное соглашение с Госкино, и Сергей Бондарчук начал подготовку сценария сначала 15-, затем 11-серийного фильма. Однако средств для реализации в СССР найдено не было.
При содействии режиссёра Али Хамраева Бондарчук вышел на итальянского продюсера Энцо Рисполи. В январе 1990 года между студией «Время» (руководитель Бондарчук) и итальянской фирмой «International Cinema Company» был подписан контракт о съёмках 10-серийной телеверсии и 5-часовой киноверсии. По условиям договора, на ведущие роли приглашались иностранные актёры, а языком картины был английский.

### Съёмки и монтаж
Съёмки проходили в России и на Украине. Большая часть съёмок прошла на Дону, около хутора Калининский, на правом берегу Дона, недалеко от станицы Вёшенской.
Основная трудность работ была связана с тем, что значительная часть актёрской группы была русскоязычной. Актёрам пришлось спешно учиться английскому языку или заучивать текст роли наизусть. Владимир Гостюхин едва не погиб во время съемок эпизода расстрела Петра, когда замерзший итальянский пиротехник неправильно установил заряд, который должен был создать иллюзию ранения, и микровзрыв оказался направлен в грудь актёра. Советские и российские артисты получали плату 500 долларов за съемочный день, а иностранные — от 10 тысяч. Проблемы начались, когда банк прекратил финансирование проекта, и встал вопрос о прекращении съемок. Советские актёры сообщили Бондарчуку, что готовы сниматься бесплатно, и месяц играли без гонораров. Иностранцы возмущались, отказывались работать и закончили съемки только из уважения к режиссёру.
В фильме присутствуют масштабные военные сцены: в одной из сцен было занято до 2 тысяч всадников. Фильм 1992 года стал одним из последних крупных кинематографических проектов, где батальные сцены сняты вживую и без помощи компьютерных спецэффектов.
Завершив съёмки за 11 месяцев, 10 августа 1992 года Бондарчук выехал в Италию монтировать и озвучивать фильм. Монтаж был начат в итальянской студии «Чинечитта» и продолжался около 6 месяцев. В это же время началась тяжба российской и итальянской сторон. По версии продюсеров, в ходе съёмок произошёл перерасход средств (бюджет картины составил около 10 млн долларов), и в 1992 году компания сообщила о своём банкротстве. По другой версии, в портфеле итальянской кинокомпании было одновременно несколько дорогостоящих картин, находившихся в производстве, и она не рассчитала свои возможности. Незаконченная версия картины и все рабочие материалы были конфискованы банком-кредитором, и Бондарчук ушёл из жизни, не увидев своей последней работы на экранах.

### 1994—2006 годы
В период с 1994 по 2004 год вдовой режиссёра Ириной Скобцевой и сыном Фёдором неоднократно делались попытки разрешить юридические трудности и вернуть фильм в Россию. В 2005 году после длительных переговоров «Первый канал» при участии Михаила Швыдкого, Константина Эрнста и Владимира Познера выкупил рабочие материалы — около 160 тыс. метров плёнки. К монтажу картины приступил сын режиссёра — Фёдор Бондарчук. Кроме этого, он также доснял несколько второстепенных сцен, главным образом, натурных съёмок природы, необходимых для целостности сюжета.
7 ноября 2006 года на «Первом канале» состоялась премьера картины в формате сериала. Фёдор Бондарчук восстановил картину из рабочих материалов, став режиссёром телевизионной версии. Дистрибьютером DVD-версии сериала стала «Первая видеокомпания».
В распоряжении итальянской стороны осталась режиссёрская 10-серийная, смонтированная самим Сергеем Бондарчуком, версия картины.

## Отзывы
Сериал в России получил противоречивые отзывы критиков. Находились весьма положительные, даже восторженные оценки, но в основном со стороны особых ценителей трудов Бондарчука. А вот например публикация в «Независимой газете», посвящённая премьере, называлась «Счастье, что Шолохов не дожил до этого». Андрей Воронцов в статье журнала Lenta.ru сказал:
Несомненно, „Тихий Дон“ одна из самых слабых его [Сергея Бондарчука] работ, но выйди этот фильм на экраны в начале 90-х, и отношение к нему было бы совсем иным. Ему не удалось бы встать вровень с герасимовским шедевром, но он избежал бы печальной участи перерождения в телевизионную версию имени Федора Бондарчука с её лубочной компьютерной графикой и потрясающей рекламной кампанией, которая навредила фильму едва ли не больше, чем неумелые руки реставраторов. 
Помимо неродного для русского зрителя, исходно английского, и переозвученного русского, текста сериала отмечалась неаутентичность героев. Российские актёры достойно справились со своей задачей, но иностранные исполнители главных ролей мало похожи на коренных обитателей донских степей. Даже для самого Эверетта выбор его на роль Мелехова показался странным. Не похожа на казачку утончённая Дельфин Форест. По отзывам многих критиков, только актёр Мюррей Абрахам сколько-нибудь достоверно смотрелся в роли Пантелея Прокофьевича.
Сравнение с картиной Герасимова выявляет интересные особенности. Если в «Тихом Доне» 1958 года в значительной мере присутствовала советская идеология, то в фильме 1992 года политической подоплёки в такой мере не ощущается. Между тем, в романе она играет значительную роль. Фильм главным образом отображает любовную драму Мелехова, что сильно обесценивает глубокое и многоплановое произведение Шолохова.
Как отмечал известный социолог Борис Кагарлицкий,
фильм, вышедший под именем Сергея Бондарчука, временами производит впечатление ученической работы, где любая сцена снята и показана не то чтобы плохо, но непременно банально — как в сотнях и тысячах других «костюмных» фильмов, ничем не выделившихся и не запомнившихся.
Критики даже предполагали, что столь необычная режиссёрская трактовка классического русского произведения — своеобразный вызов со стороны Бондарчука, который в один момент стал не востребован в советской кинематографии.
Были и те, кому такая версия романа Шолохова понравилась. Известный танцовщик и режиссёр Андрис Лиепа так отозвался о сериале:
Сам сериал меня нисколько не разочаровал. Игра западных актёров не вызывает у меня отторжения. Мюрей Абрахам, например, так вжился в роль отца Григория, что я поначалу даже не понял, что это иностранец. Разумеется, видно, что фильм изначально делался для Запада и, по-моему, поставленная задача — в ненавязчивой и занимательной форме объяснить иностранцам, что же такое русский дух, русская история, — выполнена идеально.
Мнение о работе Бондарчука подытожил в «Российской газете» писатель Павел Басинский:
Этот фильм — история нашей современной национальной вины. Перед Бондарчуком. Перед автором «Тихого Дона». Перед нашими зрителями. Это история о том, как зачем-то все решительно изнасиловали всех. Заказчики — Бондарчука. Бондарчук — совершенно не готовых для предложенных им ролей иностранных актёров. Наши актёры — самих себя, заставляя произносить родные речи на английском языке. «Farewell, Grigori!» («Прощай, Григорий!»). Кому и зачем было нужно это групповое самоистязание — вот основной трагический вопрос разворачивающейся на телеэкране, наверное, самой странной в мировом кинематографе киноэпопеи.